# Eublemma colla
Eublemma colla là một loài bướm đêm trong họ Erebidae.